# Jela Cvijanov
Jela Cvijanov (Subotica, 10. ožujka 1938.) je samouka naivna umjetnica slikarica iz Male Bosne. Rodom je bačka Hrvatica. 

## Životopis
Rodila se 1938. u Subotici.
1968. se godine uključila u rad Likovne sekcije HKPD Matija Gubec Tavankut, a nakon nje to su učinile naivne slikarice Nina Poljaković i Ana Skenderović te slikarice slamarke Anica Balažević iz Tavankuta, Roza Lipaić i Teza Vilov s Bikova, Ruška Poljaković i Matija Dulić iz Đurđina, Ruža Sarić i Marija Matković iz Subotice i ostale.
Članom kolonije bila je do 1972. godine. Nakon velikih političkih čistki za i nakon hrvatskog proljeća 1972. u kojima je uglednim članovima KUD-a Matija Gubec bio onemogućen rad (Stipan Šabić, Marko Vuković, Pero Skenderović, Naco Zelić, Ivan Balažević...), dolazi do promjena u radu KUD-a. Rad Likovne sekcije zastaje, a u izložbama nakon toga, izlažu se samo djela nastala poslije 1972. godine i to samo slikarica koje su radile u tehnici slame, dok su vrsne naivne slikarice bile zapostavljene, iako su djela tih članica KUD-a Matija Gubec (Marija Vojnić, Jela Cvijanov, Cilika Dulić Kasiba, Marga Stipić, Nina Poljaković i ost.) bile cijenjene u naivnom slikarstvu SFRJ; pretpostavlja se da su se Marga Stipić i Marija Vojnić zbog toga prebacile u potpunosti na slamarsku tehniku.
Izlagala je na 25 izložbi, u Subotici, Tavankutu, Apatinu, Zagrebu, Hajdukovu, Đurđinu, Kovačici, Pančevu, Žedniku, Uzdinu, Opovu i dr.Sloveniji (Kostanjevica na Krki)

## Vanjske poveznice
- Zavod za kulturu vojvođanskih Hrvata  Arhivirana inačica izvorne stranice od 28. srpnja 2010. (Wayback Machine) Hrvatsko kulturno-prosvjetno društvo „Matija Gubec“ – Tavankut
- HKPD Matija Gubec Tavankut  Arhivirana inačica izvorne stranice od 4. veljače 2014. (Wayback Machine) Slika Jele Cvijanov: Momačko kolo, tempera, 1969.